# Alejandro Encinas de la Rosa
Alejandro Encinas de la Rosa (Ledesma, 18 de septiembre de 1897-†Badajoz, 4 de febrero de 1985) fue un médico y político español.

## Biografía
Estudió Medicina en la Universidad de Salamanca. Tras acabar la carrera habiendo obtenido el premio extraordinario de la licenciatura, en 1921 fue nombrado médico titular de Valdelacasa. Se especializó en pediatría, estableciéndose en 1927 en Badajoz. 
De gran religiosidad y devoción, fue presidente local de la Adoración Nocturna. Durante la Segunda República militó en el carlismo y, a propuesta de Manuel Fal Conde, en 1934 fue nombrado jefe provincial de la Comunión Tradicionalista en Badajoz.
En 1936 actuaba en calidad de jefe tradicionalista de Extremadura. Tras el Alzamiento del 18 de julio, pasó a presidir la Junta Carlista de Guerra de Extremadura.
Durante la guerra civil recorrió diversos pueblos de la región para constituir juntas de Margaritas y del Requeté y dirigió el semanario extremeño Boinas Rojas. Al emitirse el decreto de Unificación, fue nombrado en mayo de 1937 secretario provincial de FET y de las JONS.
Concluida la guerra, entre 1940 y 1946 presidió el Colegio Oficial de Médicos de la provincia de Badajoz.
Fue diputado provincial de Badajoz entre 1967 y 1974. En el ejercicio de este cargo, fue delegado de la Casa-Cuna y Maternidad, presidente de la Comisión de Sanidad, vocal de la Comisión de Beneficencia y representante en la Mancomunidad Sanitaria Provincial y en la Junta Provincial de Coordinación Hospitalaria.
Estuvo casado con María Jesús Casillas González, con quien tuvo dos hijos, y en segundas nupcias con Josefa Marín Ayala, con quien tuvo otros cinco hijos. Su hijo Alejandro Encinas Casillas (1929-2016) fue senador entre los años 2000 y 2004.
En 1984 el Ayuntamiento de Badajoz le dedicó una calle de la ciudad.